# Michel Coutin
Pas d'image ? Cliquez ici

a Compétitions nationales et continentales officielles uniquement.

Michel Coutin, né le 3 septembre 1956 à Rumilly (Haute-Savoie), est un joueur français de rugby à XV, qui a joué avec le Stade toulousain. Il a évolué au poste de deuxième ligne. 

## Biographie
Après avoir débuté le rugby à Rumilly, il rejoint le Stade toulousain en 1976 où il est vice-champion de France en 1980.
Il quitte le club un an plus tard et finit sa carrière au SC Tulle avec lequel il joue encore 6 ans en groupe A (l'élite du rugby français), un an en groupe A2 puis 2 ans en groupe B.
Il met un terme à sa carrière à l'âge de 34 ans.

## Carrière de joueur
- FCS Rumilly : - 1976
- Stade toulousain : 1976-1981
- Sporting club tulliste : 1981-1990

## Palmarès de joueur
- championnat de France de première division :
  - Vice-champion (1): 1980